# フーリエン県
フーリエン県（フーリエンけん、ベトナム語：Huyện Phú Riềng / 縣富萾?）は、ベトナムビンフオック省の県である。人口は2019年時点で91,450人、面積は694.97 km2である。

## 行政区画
10社を管轄する。